# Općina Lozovo
Općina Lozovo (makedonski: Општина Лозово) je jedna od 84 
općina Republike Sjeverne Makedonije koja se prostire na istoku 
Sjeverne Makedonije. 
Upravno sjedište ove općine je selo Lozovo.

## Zemljopisne osobine
Općina Lozovo prostire se po ravnici Ovče pole.
Općina Lozovo graniči s Općinom Sveti Nikole na sjeveru, s  
Općinom Štip na istoku, s OpćinomGradsko na jugu, te s Općinom Veles na zapadu.
Ukupna površina Općine Lozovo je 166.32 km².

## Stanovništvo
Općina Lozovo  ima 2 858 stanovnika. Po popisu stanovnika iz 2002.  
nacionalni sastav stanovnika u općini bio je sljedeći;

## Naselja u Općini Lozovo
Ukupni broj naselja u općini je 11, i sva su sela.

## Pogledajte i ovo
- Sjeverna Makedonija
- Općine Sjeverne Makedonije

## Vanjske poveznice
- Općina Lozovo na stranicama Discover Macedonia